# ماريو عبده بينيتز
ماريو عبده بينيتيز (من مواليد 10 نوفمبر 1971)، هو سياسي من الباراجواي، شغل منصب الرئيس الحادي والخمسين لباراجواي من 2018 إلى 2023. كان سابقًا عضوًا في مجلس الشيوخ وشغل منصب رئيس مجلس شيوخ باراغواي من عام 2015 إلى عام 2016.

## النشأة وتعليمه
ولد عبدو بينيتيز في أسونسيون في 10 نوفمبر 1971. والدته هي روث بينيتيز بيرييه، أما والده ماريو عبده بينيتيز فكان من أصول لبنانية. كان والده عضوا في ما يسمى "كواترينوميو دي أورو"، وهم أربعة من السياسيين المقربين من الرئيس آنذاك ألفريدو ستروسنر، الذي حكم باراجواي لمدة 35 عاما.
في سن السادسة عشرة، انتقل عبدو بينيتيز إلى الولايات المتحدة. ثم أكمل دراسته الجامعية في جامعة تيكيو بوست [الإنجليزية] في واتربري بولاية كونيتيكت، وحصل على شهادة في التسويق. بعد الانتهاء من دراسته الثانوية في عام 1989، انضم إلى القوات المسلحة الباراجوايانية، وحصل على رتبة ملازم ثاني في طيران الاحتياط، وعين من قبل قيادة القوات الجوية كجندي مظلي.

## روابط خارجية
- ماريو عبده بينيتز على موقع مونزينجر (الألمانية)